# Scherma ai Giochi della XXVI Olimpiade - Fioretto individuale femminile
Il torneo di Fioretto individuale femminile dei giochi olimpici di Atlanta 1996 si è svolto il 22 luglio 1996 presso il Georgia World Congress Center.

## Programma
| Date                   | Time        | Round                                                              |
| ---------------------- | ----------- | ------------------------------------------------------------------ |
| Lunedì, 22 luglio 1996 | 09:30 17:30 | Trentaduesimi Sedicesimi Ottavi Quarti di finale Semifinali Finali |

## Risultati

### Finali
|  | Semifinali              | Semifinali              | Semifinali           |                      |                   | Finale                  | Finale                  | Finale             |  |
|  |                         |                         |                      |                      |                   |                         |                         |                    |  |
|  | Valentina Vezzali       | Valentina Vezzali       | 15                   |                      |                   |                         |                         |                    |  |
|  | Valentina Vezzali       | Valentina Vezzali       | 15                   |                      |                   |                         |                         |                    |  |
|  | Laurence Modaine-Cessac | Laurence Modaine-Cessac | 7                    |                      |                   |                         |                         |                    |  |
|  | Laurence Modaine-Cessac | Laurence Modaine-Cessac | 7                    |                      | Valentina Vezzali | Valentina Vezzali       | 10                      |                    |  |
|  |                         |                         |                      |                      | Valentina Vezzali | Valentina Vezzali       | 10                      |                    |  |
|  |                         |                         | Laura Badea-Cârlescu | Laura Badea-Cârlescu | 15                |                         |                         |                    |  |
|  | Laura Badea-Cârlescu    | Laura Badea-Cârlescu    | Laura Badea-Cârlescu | Laura Badea-Cârlescu | 15                | 15                      |                         |                    |  |
|  | Laura Badea-Cârlescu    | Laura Badea-Cârlescu    |                      |                      |                   | 15                      |                         |                    |  |
|  | Giovanna Trillini       | Giovanna Trillini       | 14                   |                      |                   | Finale terzo posto      | Finale terzo posto      | Finale terzo posto |  |
|  | Giovanna Trillini       | Giovanna Trillini       | 14                   |                      |                   |                         |                         |                    |  |
|  |                         |                         |                      |                      |                   |                         |                         |                    |  |
|  |                         |                         |                      |                      |                   | Laurence Modaine-Cessac | Laurence Modaine-Cessac | 9                  |  |
|  |                         |                         |                      |                      |                   | Laurence Modaine-Cessac | Laurence Modaine-Cessac | 9                  |  |
|  |                         |                         |                      |                      |                   | Giovanna Trillini       | Giovanna Trillini       | 15                 |  |